# Мустафаев, Фемий Мансурович
Фемий Мансурович Мустафаев — советский и украинский певец (лирический баритон), народный артист Украины, профессор Национальной академии руководящих кадров культуры и искусств имени Григория Сковороды.
Родился 1 ноября 1952 года в Узбекистане, в Ферганской области, в семье крымских татар. В 1967 году с родителями переехал на Украину, в Новоалексеевку Генического района Херсонской области, там окончил среднюю школу.
Учился в Херсонском культурно-просветительном училище на отделении духовых инструментов, потом перевёлся в Херсонское музыкальное на отделение хорового дирижирования. Оттуда был призван в ряды советской армии, первый год служил в ракетных войсках, затем в военном ансамбле, где был солистом. После увольнения в запас вернулся в училище, где помимо хорового дирижирования занимался вокалом.
С 1975 по 1980 год учился в Киевской консерватории. После её окончания работал в театре оперетты, государственных оркестрах Украины — духовом и эстрадно-симфоническом, в оперной студии консерватории. Два сезона пел в Кошицком театре в Словакии. Также гастролировал с эстрадно-симфоническим оркестром и хором «Киев» по США, выступал в Европе во многих городах.
Обладатель драматического баритона красивого тембра и яркой, динамичной эмоциональности.
Мастер сольного пения в различных форматах— академическое, народное, эстрадное пение.
В 2017—2019 гг. заведующий кафедрой эстрадного исполнительства Национальной академии руководящих кадров культуры и искусств. С сентября 2019 г. — профессор кафедры академического и эстрадного вокала и звукорежиссуры.
Народный артист Украины (05.06.1993).
Исполнял партии в операх:
- «Евгений Онегин» П. Чайковского
- «Кармен» Ж. Бизе
- «Манон Леско», «Тоска» Дж. Пуччини
- «Наталка Полтавка» Н. Лысенко
- «Паяцы» Р. Леонковало
- «Майская ночь» М. Римского-Корсакова
- «Травиата», «Сила судьбы» и «Риголетто» Дж. Верди
- «Фауст» Ш. Гуно
- цикл песен для голоса с оркестром Г. Малера «Песни странствующего подмастерья».

Дискография:
- 2007 «Возвращение романса».
- 2010 «Воспоминания».
- 2011 «Кредо» — арии из опер зарубежных композиторов.
- 2012 «Волошковая Украина».
- «Ватаным», юбилейный диск крымскотатарских песен к 60-летию артиста, вышедший в октябре 2012 года.
- 2013 «Тарас Шевченко. Солоспивы» — двухдисковый музыкальный альбом, содержащий наработку редких песен, написанных на слова Тараса Шевченко.
- «Романсы и украинские народные песни» — двухдисковый музыкальный альбом.
- 2014 «Объединимся, украинцы!» — музыкальный альбом современных патриотических песен на слова и музыку известных украинских поэтов и композиторов.
- 2014 «Никто, кроме нас!» — музыкальный альбом: песни патриотического направления современных украинских авторов.
- 2015 «Украине» — музыкальный альбом из трёх дисков, лирико-патриотические песни известных украинских авторов.
- 2015 «Волошковая Украина» — диск украинских песен патриотического и лирического толка, написанных на слова и музыку известных украинских классиков и современных авторов.
- 2016 «Уже пора!» — музыкальный альбом на слова Ивана Франко и музыку известных украинских композиторов: Николая Лысенко, Якова Степного, Богдана Яневского, Виктора Каминского, Анатолия Кос-Анатольского.

Записал 12 последних вокальных произведений Александра Билаша, в том числе и «Молитва к Музыке» для голоса с симфоническим оркестром на стихи Оксаны Лиховид .